# Microcionina
Мікроциони або Мікроционіни (Microcionina) — підряд губок класу звичайні губки (Demospongiae).

## Класифікація
Включає 4 родини:
- Родина Acarnidae Dendy, 1922
- Родина Microcionidae Carter, 1875
- Родина Raspailiidae Nardo, 1833
- Родина Rhabderemiidae Topsent, 1928

Колишні таксони:
- Родина Clathriidae прийнята як Microcionidae
- Родина Cornulidae прийнята як Acarnidae
- Підродина Iophoneae прийнята як Acarnidae
- Родина Iophonidae прийнята як Acarnidae
- Родина Sollasellidae прийнята як Raspailiidae